# Обданиште
Обданиште или вртић је предшколска установа чија је намена васпитање, брига и чување деце до шест година старости. Циљ обданишта је да се дете припреми за основну школу, да научи да комуницира, склапа пријатељства, да се забавља и научи основне ствари о животу. Вртић је у Србији, обавезан за сву децу предшколског узраста и услов је за даљи наставак школовања. Рад са децом у обдаништима обављају васпитачи.
Киндергартен је предшколски образовни приступ заснован на игрању, певању, практичним активностима као што су цртање и социјална интеракција као део прелаза из куће у школу. Такве институције су првобитно настале крајем 18. века у Баварској и Стразбуру како би служиле деци чија су оба родитеља радила изван куће. Термин је створио Немац Фридрих Фребел, чији је приступ глобално утицао на рано образовање. Он је отворио први дечји вртић, који је назвао, у преводу, „дечја башта”. Циљ је био да деца буду негована попут праве биљке у врту и одатле и име установе. Данас се тај израз користи у многим земљама да би се описале различите образовне институције и простори за учење за децу старости од две до седам година, засновани на различитим методама подучавања.

## Историја
Године 1779. Јохан Фридрих Оберлин и Луиса Шеплер основали су у Стразбуру рану установу за бригу о деци предшколског узраста чији су родитељи били одсутни током дана. Отприлике у исто време, 1780. године, у Баварској су успостављене сличне установе за децу.
Године 1816. Роберт Овен, филозоф и педагог, отворио је прву британску, а вероватно и глобално прво забавиште у Ланарку, Шкотска. Овен је желео да деца добију добро морално образовање како би били способни за рад. Његов систем је био успешан у производњи послушне деце са основном писменошћу и рачунањем.
Самјуел Вилдерспин отворио је забавиште у Лондону 1819. године, и наставио да отвара још стотине. Објавио је много радова на ту тему, а његов рад постао је модел за васпитне школе широм Енглеске, па и шире. Игра је била важан део Вилдерспин-овог система образовања. Он је заслужан за игралиште. 1823. године Вилдерспин је објавио О значају образовања сиромашног, малог детета, заснован на основу школе. Почео је да ради у друштву за дечје школе следеће године, информишући друге о његовим ставовима. Написао је и Систем за мало дете, за развој физичке, интелектуалне и моралне моћи све деце од 1 до 7 година.

### Ширење
Грофица Терезија Брунсзвик (1775—1861), била је под утицајем Јохана Хајнриха Песталоције. 27. маја 1828. године, у својој резиденцији, у Будимпешти, отворила је „анђеоски врт”, који је био први од једанаест центара за бригу, које је основала за малу децу. 1836. године отвара институт за оснивање предшколских установа. Идеја је постала популарна међу племством и средњом класом и копирана је у целој Краљевини Мађарској.
Фридрих Фребел (1782—1852) је 1837. године у Бад Бланкенбургу отворио институт „игра и активност” као експериментално друштвено искуство за децу која улазе у школу. 28. јуна 1840. године је преименовао свој завод за предшколску установу, што одражава његово уверење да деца треба да се негују „као биљке у врту”. Званично је први пут отворио обданиште за прославу 400 годишњице проналаска штампане књига од стране Јохана Гутемберга.
Жене које је тренирао Фребел отвориле су вртиће широм Европе и света. Прво обданиште у САД основано је 1856. На немачком језику водила га је Маргарета Мајер Шурц (супруга државника Карла Шурца) и то у граду Ватертаун у држави Висконсин. Од године 1873. је ова установа радила као јавна институција.
Елизабет Пибоди је основала први вртић на енглеском језику у САД 1860. године. Први бесплатни вртић у САД основао је 1870. Конрад Попенхусен, немачки индустријалац и човекољубац, који је такође основао Попенхусен институт. Први јавно финансирани вртић у Сједињеним Државама основан је у Сент Луису 1873. године од стране Сузан Блоу.
Први приватни вртић у Канади отворен је у Шарлотауну, на острву принца Едварда, 1870. године. До краја деценије, били су уобичајени у великим канадским градовима. 1882. године у Берлину, у Онтарију (модерно Киченер), основани су први државни вртићи у земљи. 1885. године, школа у Торонту (обука наставника) отворила је одељење за предшколско образовање.
Елизабета Харисон је опширно писала о теорији образовања у раном детињству и радила на побољшању образовних стандарда за наставнике у вртићима оснивањем националног колеџа за образовање 1886. године.

## Африка

### Египат
У Египту, деца могу ићи у вртић две године (КГ1 и КГ2) у периоду од четири до шест година.

### Мароко
У Мароку, предшколска установа је позната као école maternelle (вртић), kuttab или ar-rawd. У целој краљевини су на располагању државне школе, бесплатне школе где су добродошла деца од 2 до 5 година (иако на многим местима деца млађа од 3 године не могу добити место). То није обавезно, али готово 80 % деца узраста од 3 до 5 година присуствују. Регулише га мароканско министарство образовања.

### Судан
Вртић у Судану је подељен на приватни и јавни вртић. Предшколска установа је обавезна у Судану. Погодно старосно доба вртића траје од 3 до 6 година. Наставни план покрива арапски, енглески, религију, математику и још много тога.

### Јужна Африка
Дечји вртићи (познатији као јаслице) у Јужној Африци пружају од 0-6 година проведене предшколске програме за децу свих узраста до шест година. Један до трогодишњи програм, познат као вртић, вртић 1 (К1) и вртић 2 (К2), припрема децу за прву годину основног образовања. Неки вртићи даље деле вртиће на Н1 и Н2

## Азија

### Авганистан
У Авганистану, деца од 3 до 6 година похађају вртиће. Иако нису део школског система, често их управља влада.
Програми за рани развој детета су први пут уведени током совјетске окупације. 1980. године основано је 27 градских предшколских установа. Број се стално повећавао током 1980-их, достигавши врхунац 1990. са више од 270 предшколских установа у Авганистану. На овом врхунцу било је 2.300 наставника који брину о више од 21.000 деце у земљи. Ови објекти били су урбани феномен, углавном у Кабулу, и били су везани за школе, владине канцеларије или фабрике. На основу совјетског модела, ови програми за рани развој су обезбедили дечји вртић, предшколску установу и вртић за децу од 3 месеца до 6 година под вођством одељења за рад и социјалну помоћ.
Огромна већина авганистанских породица никада није била изложена овом систему, а многе од ових породица биле су у супротности са тим програмима због уверења да она умањује централну улогу породице и уводи децу совјетским вредностима. Са почетком грађанског рата након повлачења Совјетског Савеза, број вртића је нагло опао. До 1995. године преживело је само 88 функционалних објеката које служе 2.110 деце, а талибанска ограничења запошљавања жена укинула су све преостале центре у подручјима под њиховом контролом. У 2007. било је око 260 вртића и предшколских центара у којима је било више од 25.000 деце. Иако сваки владин центар треба да има центар за рано детињство,  тренутно не постоји владина политика која се бави раним детињством и ниједна институција нема ни одговорност ни капацитет да пружи такве услуге. 

### Бангладеш
У Бангладешу се термин вртић или школа за вртиће користи за упућивање на школовање деце која је похађају од 3 до 6 година. Називи нивоа су дечји вртић, шишу, শিশু (деца) итд. Али поглед на образовање у вртићу се знатно променио од претходних година. Скоро свака сеоска област сада има бар једну школу за вртиће, а већина њих се изводи на бенгалском језику. Они такође прате уџбенике који је објавио Национални наставни план и програм и уџбеничка комисија, додајући неке додатне књиге у наставни план и програм. Оцене обично почињу из вртића (понекад игром), „КГ” након тога, а завршава са 5. разредом. Одвојено од националног образовног система, вртић у великој мери доприноси постизању Миленијумским циљевима развоја универзалног основног образовања у Бангладешу.

### Кина
У Кини, предшколско образовање, пре него што дете уђе у формално школовање у периоду од 6 година, углавном се дели на предшколску фазу и фазу дечјег вртића, две одвојене институције, или једна комбинована у различитим областима, где постоје две одвојене институције. Уобичајено је да се вртић састоји од две више године, а предшколска установа се састоји од једне ниже године. Уобичајена имена за ове три године су:
1. Јаслице (или „предшколска” или „дечји вртић”): деца од 3 до 4 године
2. „Нижи” вртић: деца од 4 до 5 година
3. „Виши” вртић: деца од 5 до 6 година.

У неким местима, деца у периоду од 5-6 година могу додатно или уместо тога похађати „пријемне” или „припремне” разреде фокусирајући се на припрему деце за формално школовање.
Државни (јавни) вртићи прихватају само децу старију од 3 године, док приватна немају таква ограничења.

### Тајван
Док на Тајвану постоје многи јавни вртићи и предшколске установе, приватни вртићи и предшколске установе су такође веома популарни. Многе приватне предшколске установе нуде убрзане курсеве из различитих предмета како би се такмичили са јавним предшколским установама и искористили јавне потребе за академским постигнућима. Наставни план и програм у таквим предшколским установама често обухвата предмете као што су наука, уметност, физичко васпитање, па чак и часови математике. Већина ових школа су део великих школских ланаца, који делују у договору са лиценцом. У замену за годишње накнаде, ланац предузећа може да обезбеди рекламирање, наставни план и програм, књиге, материјале, обуку, па чак и особље за сваку појединачну школу.
У Тајвану је од 1999. године дошло до великог пораста броја приватних предшколских установа на енглеском језику које су у приватном власништву. Законитост ових врста школа је доведена у питање у више наврата, али они и даље напредују. Неки чланови тајванског друштва су изразили забринутост да ли би локална деца требало да буду сештена у енглеском окружењу у тако младом периоду, те су изазвали страхове да ће способности ученика на њиховом матерњем језику бити последица тога. Дебата се наставља, али у овом тренутку, тржиште енглеских предшколских установа и даље расте.

### Хонг Конг
Пре основних, услуге у Хонг Конгу се односе на пружање образовања и бриге малој деци од стране вртића и центара за бригу о деци. Вртићи, регистровани у Заводу за школство, пружају услуге деци од три до шест година старости. Центри за бригу о деци, са друге стране, регистровани су у Одељењу за социјални рад и обухватају јаслице, угоститељство за децу од две до три године, и јаслице, које се старају о деци од рођења до две.
Тренутно, већина дечјих вртића ради на полудневној бази нудећи више, ниже врста вртића и јаслица. Поједини вртићи такође имају целодневне врсте у вртићу. Центри за бригу о деци такође пружају целодневне и полудневне услуге у већини центара који пружају целодневне услуге.
Циљ предшколског образовања у Хонг Конгу је да се деци пружи опуштајуће и пријатно окружење за учење како би се промовисао уравнотежен развој различитих аспеката неопходних за развој детета, као што су физички, интелектуални, језички, социјални, емоционални и естетски аспекти.
Како би се помогло у успостављању културе самовредновања у вртићима и како би се пружила препорука за јавност у процени квалитета и стандарда предшколског образовања, Завод за школство је развио индикаторе учинка за предшколске установе у Хонг Конгу. Почевши од школске 2000/01. Године, покренута је инспекција за осигурање квалитета у циљу даљег развоја квалитетног образовања у раном детињству.

### Јапан
Образовање у раном детињству почиње код куће, а постоје бројне књиге и телевизијске емисије које имају за циљ да помогну мајкама и очевима предшколске деце да образују своју децу и родитеље ефикасније. Већи део кућног тренинга посвећен је начинима подучавања, правилном друштвеном понашању и структурираној игри, иако су вербалне и бројне вештине такође популарне теме. Родитељи су снажно посвећени раном образовању и често уписују своју децу у предшколске установе. Дечји вртићи (幼稚園), у којима углавном раде млади дипломирани студенти, надгледају се од стране министарства образовања, али нису део образовног система. 58 % дечјих вртића који су приватни чине 77 % све уписане деце. Поред вртића, постоји и добро развијен систем дневних центара за бригу о деци (保育園), који надзире Министарство рада. Док вртићи прате образовне циљеве, предшколске установе се углавном баве пружањем неге и одојчади. Баш као што постоје јавни и приватни вртићи, постоје и јавне и приватне предшколске установе. Заједно, ове две врсте установа уписују више од 90 % деце предшколског узраста пре њиховог уласка у формални систем у првом разреду. Студије за предшколске установе министарства просвете 1990. године, који се односи на обе врсте институција, обухвата подручја као што су људски односи, здравље, животна средина, језик и изражавање. Почевши од марта 2008. године, ступила је на снагу нова ревизија смерница за курикулум за вртиће и предшколске установе.
- Институт медицинских наука, 2007. Токио, Јапан
- 1932. године, спавање у вртићу
- 2017. вртић у Цучијури
- Вртић у Мориоки
- Вртић 1928. године у Цучијури
- Родитељски дан у вртићу
- Спортски фестивал у вртићу, септембар 2013.
- Спортски фестивал у вртићу, септембар 2013.
- Спортски фестивал у вртићу, септембар 2013.

### Индија
У Индији постоје само неформалне смернице које се односе на предшколско образовање, за које предшколске школе и смерове не треба припадност. У смерницама се наводи да деца која имају три године на дан 30. маја у датој академској години имају право да похађају наставу у вртићима. Типично, деца проводе 3 до 4 године свог времена у предшколској установи, након чега имају право да похађају први разред у основној школи, који спада под норме министарства за људска права. Основно образовање је сада обавезно у Индији, и уз оброке средином дана, у већини делова земље које води влада. Пре основног није обавезан, али је пожељан. Све државне школе и удружене приватне школе дозвољавају деци која су од 30. маја навршили 5 година да се упишу у 1 разред основне школе.

### Јужна Кореја
У Јужној Кореји деца обично похађају вртић (корејски: 유치원) у узрасту од три до четири и шест или седам година у систему западног узраста. (корејски узраст се израчунава другачије него западни узрасти: када се роде сматрају се као једногодишњаци, а не стари један дан. У Кореји, деца из вртића се зову петогодишњаци, шестогодишњаци и седмогодишњаци.) Школска година почиње у марту. Прати је основна школа. Обично се вртићи оцењују на три нивоа.
Корејски вртићи су приватне школе, а месечни трошкови варирају. Корејски родитељи често шаљу своју децу у енглеске вртиће како би им дали предност на енглеском. Такви специјализовани вртићи се углавном могу подучавати на корејском са неким часовима енглеског језика, углавном се подучавају на енглеском језику са неким корејским часовима, или се у потпуности предају енглеском језику. Готово сви родитељи средње класе шаљу своју децу у вртић
Програми вртића у Јужној Кореји покушавају да укључе много академске наставе заједно са разигранијим активностима. Корејски вртићи уче да читају, пишу (често на енглеском и корејском) и раде једноставну аритметику. Настава се одвија у традиционалној учионици, а деца се фокусирају на наставника и једну лекцију или активност у исто време. Циљ наставника је да превазиђе слабе тачке у знању и вештинама сваког детета.
Пошто је образовни систем у Кореји веома конкурентан, вртићи постају све интензивнији, академски. Деца се гурају да читају и пишу у веома младом узрасту. Такође се навикавају на редовне и значајне количине домаћих задатака. Ова веома мала деца могу да похађају и друге специјализоване поподневне школе, узимајући часове уметности, клавира или виолине, теквондо, балет, фудбал или математику.

### Северна Кореја
Деца Северне Кореје похађају вртић од 4 до 6 година. Дечји вртићи имају два дела; нижа класа (корејски: 낮은반) и висока класа, (корејски: 높은반) висока класа је обавезна.

### Кувајт
У Кувајту, деца могу ићи на бесплатне владине вртиће за две године (КГ1 и КГ2) у периоду од четири до шест година.

### Малезија
У Малезији, вртић је познат као tadika. Већина вртића је доступна за децу узраста од пет до шест година (а неки су доступни деци од само четири године). За децу до три године (или четири) постоје предшколске групе за игру. Не постоје фиксна правила о томе када дете треба да иде у вртић, али већина има када дете напуни пет година. Дете ће обично похађати вртић две године, пре него што пређе у основну школу са 7 година.

### Монголија
У Монголији, вртић је познат као врт (цэцэрлэг) или tsetserleg. Од септембра 2013. године, регистровано је око 152 вртића у земљи. Од тих 152 вртића, 142 су у државном власништву. Деца полазе у вртић у периоду од 2 године и завршавају га до 5. Образовни систем пре дечјег вртића у Монголији се зове ясль, који прима децу од 0 до 2 године старости.

### Непал
У Непалу, вртићи се воде као приватне институције, са својим часовима који се изводе на енглеском језику. Образовање вртића у Непалу је најсличније ономе у Хонг Конгу и Индији. Деца почињу похађати дечји вртић у периоду од 2 године до навршене 5 године живота.
Вртићи у Непалу имају следеће разреде:
1. Јаслице/дечји вртић: 2-3 годишњаци
2. Нижи вртић: 3-4 годишњаци
3. Виши вртић: 4-5 годишњаци

### Филипини
На Филипинима, образовање званично почиње на основном нивоу, а постављање деце у предшколско образовање путем вртића није обавезно за родитеље. Образовање у раном детињству на Филипинима се класификује на:
- Програми засновани на центрима, као што је Барангаи дневни боравак, јавне и приватне предшколске установе, вртић или школски програми, програми образовања у раном детињству у заједници или цркви које су покренуле невладине организације или организације људи, програми бриге о деци, здравствени центри; и
- Програми засновани на кући, као што је дечји вртић заснован на комшилуку, програми за дневну негу у породици, образовање родитеља и програми за кућне посете

Образовање у раном детињству је ојачано стварањем Закона о бризи и развоју у раном детињству из 2000. године. Одељење за образовање је 2011. године распрострањено, копије Закона о васпитању кроз републички закон бр. 10157, чине га обавезним у целој нацији. Као одредба овог закона, деца млађа од пет година морају се уписати у вртић у било којој јавној основној школи у земљи. Ово иде са извршењем система К-12 у курикулум основног образовања.

### Русија
У Руској Федерацији, Детский сад (dyetskiy sad, буквален превод „дечји врт”) је предшколска образовна установа за децу, обично од 3 до 6 година.

## Европа

### Србија
Прва два обданишта у Београду, почетком 1920-тих, била су у Бранковој и Ратарској/краљице Марије улици.
У Србији, 1945.-1958. године, предшколске установе нису саставни део система васпитања и образовања. Сматрају се првенствено социјалним, па тек онда педагошким институцијама.
Од 1958. до 1972. године постају саставни део система васпитања и образовања.
Од 1990. до 2000. године циљеви предшколских установа су социјализација, индивидуални развој, помоћ у савладавању матерњег језика и културе, припрема шестогодишњака за полазак у школу.
Закон о основама система васпитања и образовања предвиђа обавезан предшколски припремни програм (ППП), најмање девет месеци у периоду пред полазак у школу.

### Мађарска
У Мађарској се вртић назива овода, јаслице („место за бригу”). Деца похађају вртиће узраста 3—6 / 7 година (иду у школу у години у којој имају седми рођендан). Похађање вртића је обавезно од треће године живота, мада су изузеци направљени из разлога развоја. Иако вртићи могу укључивати програме у предметима као што су страни језици и музика, деца проводе већину свог времена играјући. У њиховој последњој години, деца почињу да се припремају за похађање основне школе.
Већина вртића финансира држава. Наставници вртића морају имати диплому.

### Македонија
Македонски еквивалентан вртић је detska gradinka, која се понекад назива zabavishte (забавиште), када су деца млађа од 4 године. Detska gradinka није део државног обавезног образовања, јер образовни процес у земљи почиње у периоду од 5 или 6 година, тј. у првом разреду.

### Косово
На Косову, вртић је познат као гнездо или башта, и служе као центри за дневни боравак. Постоје јавни и приватни вртићи, који су намењени деци млађој од 3 године. Деца од 3 до 6 година одлазе у предшколске институције, који се разликују од дневних центара, јер овде деца започињу процес основног учења и служе као припремне институције за основну школу. Након 6 година, деца се настављају у основној школи. Међутим, ни центри за дневни боравак ни припремне институције нису обавезни.

### Румунија
У Румунији, grădiniţă (забавиште), што значи „мала башта”, омиљени је облик образовања за предшколску децу која су обично у периоду од 3 до 6 година. Деца су подељена у три групе: „мала група” (grupa mică, узраст 3—4), „средња група” (grupa mijlocie, 4-5 година) и „велика група” (grupa mare, 5-6 година). Последњих година популарни су приватни вртићи, који допуњују државни систем предшколског образовања. Вртић није обавезан. „Припремна школска година” (clasa pregătitoare) је за децу узраста од 6 до 7 година, а пошто је постала обавезна 2012. обично се одвија у школи.

### Бугарска
У Бугарској се израз детска градина (вртић) односи на школовање деце која похађају од 3 до 7 година (у неким случајевима 6 година). Од 2012. године обавезне су две године предшколског образовања. Ове две године обавезног предшколског образовања могу се похађати у вртићу или у припремним групама у основним школама.

### Украјина
У 2010, укупно 56 % деце узраста од једне до шест година имало је прилику да похађа предшколско образовање, саопштило је Министарство за образовање и науку Украјине у августу 2010. године. Многе предшколске установе и вртићи раније су били затворени у светлу економских и демографских разлога.

### Норвешка
У Норвешкој, barnehage, јаслице (дечји врт) је израз еквивалентан за вртић, који се користи за децу у периоду између 10 месеци и 6 година. Први barnehager (прве јаслице) је основан у Норвешкој крајем 19. века. Иако постоје већ 120 година, они се не сматрају делом образовног система. Они су у јавном и приватном власништву и оперисани. Особље, најмање менанџер, треба да се образује каоbarnehagelærer, васпитач (наставник у вртићу), раније познат као førskolelærer (предшколски наставници). Деца већину времена проводе на отвореном. Ту је и установа која се зове barnepark (дечји парк), која не мора имати потврђено особље.

### Данска
Дечји вртић је услуга дневне неге која се нуди деци у периоду од три године док дете не похађа школу. Настава у вртићу (разред 0) је добровољна и нуди се у основним школама пре него што дете уђе у први разред.
Две трећине успостављених установа за дневни боравак у Данској су општински центри за дневни боравак, док је друга трећина у приватном власништву и њима управљају удружења родитеља или бизниса у договору с локалним властима. Што се тиче финансија и предмета, општинске и приватне институције функционишу у складу са истим принципима.
Данској се приписују пионирски (иако не измишљајући) шумски вртићи, у којима деца проводе већину дана у природном окружењу.
- Стари град - Спасите дечји вртић
- Стари град - Спасите дечји вртић
- Стари град - Спасите дечји вртић
- Вртић Егернфорде
- Основни магазин за вртић 1913.

### Холандија
У Холандији је еквивалентни термин за вртић је kleuterschool. Од средине 19. века до средине 20. века појам Fröbelschool је такође био чест, после Фридрих Фребела. Међутим, овај термин се постепено губио, јер је глагол Fröbelen стекао благо погрдно значење у свакодневном језику. До 1985. године то је био посебан необавезни облик образовања (за децу од 4 до 6 година), након чега су деца (у периоду од 6 до 12 година) похађала основну школу. После 1985. године, обе форме су интегрисане у један, под називом basisonderwijs (холандски за основно образовање). За децу млађу од 4 године, земља нуди приватне, субвенциониране дневне боравке (kinderdagverblijf), који нису обавезни, али су ипак врло популарни.

### Швeдска
У Шведској су активности дечјих вртића успостављене у 19. веку, а проширене су од 1970-их. Прве шведске учитеље у обданишту обучавала је Бреиман у кући Песталоци-Фребела, коју је основала 1882.

### Француска
У Француској, предшколска установа је позната као вртић (буквално „мајчинска школа”). Слободне школе мајка доступне су у целој земљи, а деца узраста од 3 до 6 година су добродошла (иако у многим местима деца млађа од три године не могу добити место). Узрасти су подељени у: велики део (5-годишњаци), средњи део (4-годишњаци), мали део (3-годишњаци) и веома мали део (2 године). То није обавезно, али скоро сва деца узраста од 3 до 5 година присуствују. То је регулисано од стране министарства за национално образовање.
- Дечаци читају у вртићу
- Вртић Ла Порте
- Играње кувара у вртићу

### Немачка
У Немачкој, дечји вртић је установа за бригу о деци предшколског узраста који су обично стари најмање три године. Насупрот томе, јаслице се позивају на бригу о деци пре него што уђу у вртић (9 недеља до око 3 године), обданиште — дословно „дечји дан”, обично скраћен на кита — је кровни термин за било какву дневну негу за предшколце.
Присуство је добровољно и обично није бесплатно. Деца предшколског узраста старија од једне године имају право на домаћи и приступачни дневни боравак. Унутар федералног система, вртић спада под одговорност државе, које обично поверавају велики део одговорности општинама. Због принципа супсидијарности предвиђеног у члану 4. Осма књига социјалног кодекса, постоји мноштво оператера, од општина, цркава и социјалних друштава до иницијатива родитеља и корпорација заснованих на профиту. Многи прате одређени образовни приступ, као што су Монтесори, Берлински образовни програм или Валдорф школа, шумски вртићи су добро успостављени. Већина вртића су субвенције од стране савета заједнице, а накнаде зависе од прихода родитеља.
Чак и у мањим градовима, често постоје и римокатолички и лутерански вртићи. Места у јаслицама и вртићима је често тешко осигурати и морају се унапред резервисати, иако је ситуација побољшана новим законом који је на снази од августа 2013. Међутим, доступност бриге о деци пуно варира од регије до регије. Обично је бољи у источним регионима и у великим градовима на северу, као што је Берлин или Хамбург, и најсиромашније у деловима Јужне Немачке.
Сви старатељи у кити или вртићу морају имати трогодишње квалификовано образовање или су под посебним надзором током обуке.
Вртић може бити отворен од 07:00 до 17:00 сати или дуже и може такође да има јаслице (Kinderkrippe) за децу од осам недеља и три године, а могуће су и поподневне јаслице (често повезани са основном школом) за сву децу старости 6 година које проводе време након предавања. По јаслицама, постоје и сестре за дневну негу које раде независно од било које предшколске установе у појединачним домовима и брину се о само три до пет деце, обично до треће године. Ове медицинске сестре подржавају и надзиру локалне власти.

Термин забавиште (предшколско образовање) користи се и за образовне напоре у вртићу и за обавезан разред који је обично повезан са основном школом. Оба система поступају другачије у свакој Савезној држави Немачке. Schulkindergarten је врста забавишта.
- Вртић 2013. године
- Вртић у Немачкој.
- Немачка, вртић
- Вртић, Немачка
- Вртић Ослип

### Италија
У Италији, предшколско образовање се односи на два различита разреда:
- Забавиште, назван вртић (asilo nido) за децу од 3 до 36 месеци
- Обданиште за децу од 3 до 5 година

Италијанска забавишта су званично установљена у државном закону 1971. године, а њима могу управљати приватне или јавне институције. Они су првобитно основани како би се мајкама омогућила прилика да раде изван својих домова, и зато су их сматрали социјалном службом. Данас углавном служе сврси општег образовања и социјалне интеракције. У Италији је много напора уложено у развој педагошког приступа дечје неге: познат је такозвани приступ Емилија Ромања, назван по регији Емилија-Ромања.
Забавишта обично заузимају мале једнокатне зграде, окружене вртовима; обично је погодан за више од 60 или 70 деце. Срце вртића су учионице, подељене у играоницу и тоалет; играоница увек има прозоре и врата која воде до игралишта у природи и врта.
Обданишта су основана 1968. године након државног закона бр. 444 и представљају део званичног италијанског образовног система, иако похађање није обавезно. Као и забавишта, обданишта могу бити одржане или од стране јавних или приватних институција.

### Шпанија
У Шпанији, вртић се зове infantil (детињасто), ciclo infantil (дечји циклус) или parvulario и обухвата од 3 до 6 година, три курса се називају П-3, П-4 и П-5. Иако није обавезно, већина деце у Шпанији похађа ове курсеве.
Пре тога, деца узраста од 0 до 3 године могу да похађају guardería (вртић) и обављају курсеве П-0, П-1 и П-2. У већини делова Шпаније guarderías су специјализоване школе које су потпуно одвојене од редовних школа

### Луксембург
У Луксембургу се вртић зове Spillschoul (дословно забавиште, школа играња). То је јавна образовна установа којој присуствују деца у периоду од 4 године (или 5 година) и 6 када пређу у Grondschoul (основну школу).

### Уједињено Краљевство
Термин вртић се ретко користи у Великој Британији како би се описало модерно предшколско образовање или прва година обавезног основног образовања. Предшколске установе су обично познате као јаслице, вртићи или играонице, док је прва година обавезног школовања позната као дочек у Енглеској, Dosbarth Derbyn на велшком (пријемни разред) и први основне у Шкотској и Северној Ирској. Дечји вртић је део фазе образовања. Осамдесетих година прошлог века, Енглеска и Велс су званично усвојили северноирски систем. У Шкотској школовање постаје обавезно у периоду од 4 ½ до 5 и по године, у зависности од њиховог рођендана (школа почиње у августу за децу која су до краја фебруара имала 4 године).
Међутим, реч дечји вртић користи се за више специјализованих организација као што су шумски вртићи и понекад се користи у именовању приватних јаслица који пружају целодневну бригу о деци за запослене родитеље. Историјски, реч је коришћена током деветнаестог века, када су активисти као што је Адела Манинг упознали наставнике са радом Фридрих Фребела.
У Великој Британији, родитељи имају могућност васпитања за своју децу у периоду од три или четири године, пре почетка обавезног образовања. Пре тога, мање структурирана брига о деци је доступна приватно. Детаљи се разликују између Енглеске, Северне Ирске, Шкотске и Велса.
Неке јаслице су повезане са државним или основним школама, али многе их пружа приватни сектор. Шкотска влада осигурава средства тако да сва деца од треће године до почетка обавезне школе могу да присуствују пет седница недељно по два и по сата, било у државним или приватним јаслицама. Запослени родитељи такође могу добити од својих послодаваца бригу о деци у вредности од 55£ недељно без пореза на доходак, што је обично довољно да се плати један или два дана недељно.
Шкотска влада дефинише своје захтеве за јаслице у оквиру раних година и курикулум за надмоћност. Свака школа их тумачи са више или мање независности (у зависности од њихове управљачке структуре), али мора задовољити комисију за негу да би задржали своју дозволу за рад. Наставни план има за циљ да се развију:
- сигурни појединци
- ефективни сарадници
- одговорни грађани
- успешни ученици

## Северна Америка

### Канада
Школе изван Онтарија и северозападних територија углавном пружају једну годину у вртићу, осим што неке приватне школе нуде дечји вртић за 4-годишњаке (школа пре вртића се најчешће назива предшколским). Дечји вртић је обавезан у Британској Колумбији, Новој Шкотској и Острву принца Едварда, а необавезан је на другом месту. Покрајина Нова Шкотска односи се на вртић као основну школу. Након вртића, дете започиње први разред.
Провинција Онтарио и северозападне територије пружају две године вртића. У покрајини Квебек, млађи вртић се зове prématernelle (што није обавезно), похађају га 4-годишњаци, а старији вртић се назива maternelle, који такође није обавезан до 5. године, овај разред је интегрисан у основне школе. У оквиру француског школског система у провинцији Онтарио, млађи вртић се назива maternelle, а старији вртић се зове jardin d'enfants, што је калк немачке речи вртић.

### Мексико
У Мексику, вртић се зове kínder, а прошле године се понекад називао и preprimaria (primaria је име које се даје разредима од 1 до 6, тако да име дословно значи „пре основне школе”). Систем дечјег вртића у Мексику развила је професорка Росаура Запата, која је за свој допринос добила највећу част у земљи. Састоји се од три године предшколског образовања, које су обавезне пре основне школе. Претходне јаслице су необавезане, могу се понудити у приватним школама или јавним школама.
У приватним школама, вртићи се обично састоје од три разреда, а четврти се може додати за јаслице. Четврти се зове мајка. Она иде пре ове три године и није обавезна. Док је први разред играчка група (дечји вртић), друга два су образовање у учионици.
Конгрес синдиката је 2002. године усвојио Закон о обавезном предшколском образовању, којим је предшколско образовање од три до шест година било обавезно и стављено под окриље савезних и државних министарстава образовања.

## Аустралија
У свакој држави Аустралије, вртић значи нешто мало другачије. У Тасманији, Новом Јужном Велсу и Аустралијској престоничкој територији, то је прва година основне школе. У Викторији, вртић је облик предшколског узраста и може се наизменично назвати предшколским или забавиштем. У Викторији и Тасманији, фраза за прву годину основне школе зове се Преп (скраћено од припремни), која прати први разред.
У Квинсленду, вртић је обично установа за децу у периоду од 4 године и стога је она претходница предшколског и основног образовања.
Година која претходи првој години основног образовања у Западној Аустралији, Јужној Аустралији или Северној територији означава се као пред-примарни, пријем или транзиција.
- Играње у вртићу
- Институт за друштвене услуге, 1907. године
- Вртић у Бризбејну.
- Вртић 1910. године.
- Вртић Педингтон, Бризбејн
- Вртић Александриа
- Вртић 1929. године
- Вртић у Бризбејну.
- Вртић Педингтон, у Бризбејну, 1949. године.
- Игралиште вртића
- Вртић Александриа 1934. године

### Сједињене Америчке Државе
У САД, вртић је обично део образовног система К-12. У већини државних и приватних школа, деца почињу вртић са 5 година и похађају једну годину. Они обављају активности као што су сабирање (+), одузимање (-), и играње напоље на игралишту. Четрдесет три државе захтевају од својих школских округа да нуде годину у вртићу.
У типичној учионици вртића у САД, ресурси као што су играчке, сликовнице и бојице су доступни за дечју употребу. Дневни распоред варира од града до града, али постоје неке сличности. Ујутро деца обично заокружују време. То укључује и изјаву о заветовању, посматрању календара и расправи о времену и прогнози тог дана. Затим деца раде на различитим темама:
У математици, вртићи обично раде једнозначно сабирање и одузимање, уче рачунати са више или мање игара, упознају се са сатом, и уче прескочити бројање да би их припремили за једноцифрено множење.
У језичкој уметности (енглеском), деца уче видне речи, (мачка, забава), римовање, мешавине и нечујно. Затим уче како да пишу, формирају реченице и од њих се тражи да напишу три потпуне реченице до краја године.
У друштвеним студијама, вртићи уче о месецима, државама САД, континентима, а понекад и о људима који обављају функције у заједници (нпр. лекар, бријач, учитељ) и места (нпр. идете у болницу када сте болесни или имате операцију. Идете у парк да се играте.)
Након неколико часова, постоји пауза за ручак. Деца или доносе своје кутије за ручак донесене од куће или добију ручак из кафетерије и поједу их (или узму) тамо или у учионици. Понекад после ручка деца имају одмор, неки омиљени део дана ученика, када могу да изађу напоље да се играју на љуљашкама, тобоганима, играју кошарку или се друже. Након одмора се враћају унутра како би учили више. Неке школе допуштају деци да одспавају или имају слободан избор. Када је вртић готов, родитељи или старатељи долазе да покупе своје дете или их возе аутобусом кући.

## Јужна Америка

### Чиле
У Чилеу, термин еквивалентног вртића је Educación parvularia, који се понекад назива и Educación Preescolar (предшколско образовање). То је први ниво чилеанског образовног система. Он задовољава потребе дечака и девојчица од рођења до њиховог уласка у Educación Básica (основно образовање), а да се не сматра обавезним. Генерално, школе које дају овај ниво, ЈУЊИ (Национални савет школа вртића) и друге приватне институције имају следећу организацију група или поткатегорија нивоа:
- Ниже јаслице: Бави се бебама од 85 дана до 1 године старости.
- Више јаслице: Бави се децом од 1 до 2 године старости.
- Нижи средњи ниво: Бави се децом од 2 до 3 године старости.
- Виши средњи ниво: Бави се децом од 3 до 4 године старости.
- Први ниво прелаза: Често се назива предшколски вртић, а односи се на децу од 4 до 5 година.
- Други ниво прелаза: Обично се зове вртић, а односи се на децу од 5 до 6 година. То је последња фаза ове врсте образовања, завршавајући је, деца иду у Primero Básico (први разред основног образовања)[41]

### Перу
У Перуу се термин nido (гнездо) односи на школовање деце која похађају од 3 до 6 година. Следи основна школа, која траје шест година. Неке породице одлучују да пошаљу своју децу у основну школу са 6 година. Године 1902. учитељица Елвира Гарциа и Гарциа су оснивач горе наведеног друштва, организовали су први дечји вртић за децу од 2 до 8 година. Њене студије и брига о деци навели су је да се кроз конференције и бројне документе прошири важност заштите деце и одговорна је за формирање личности засноване на правди и разумевању, као и на коришћењу метода Фребела и Монтесори и учешће родитеља у овом образовном задатку

## Океанија

### Нови Зеланд
У Новом Зеланду, вртић се може односити на образовање у 2 године пре основне школе, у периоду од 3 до 4 године. Основно образовање почиње у узрасту од 5 година. 
- Вртић у Велингтону
- 1922. Општински и службени приручник града Окланд
- Окланд